# Cephalosorus carpesioides
Cephalosorus es un género monotípico de plantas con flores perteneciente a la familia de las asteráceas. Su única especie: Cephalosorus carpesioides, es originaria de Australia.

## Descripción
Es una  hierba erecta caducifolia, que alcanza un tamaño de 0,06-0,3 m de altura. Las flores son de color amarillo, floreciendo desde septiembre a octubre en suelos de arena y gravas ferrosas en pendientes rocosas, depresiones húmedas y afloramientos de granito de Australia Occidental.

## Taxonomía
Cephalosorus carpesioides fue descrita por (Turcz.) P.S.Short   y publicado en Muelleria 5(2): 183. 1983
Sinonimia
- Angianthus phyllocephalus (A.Gray) Benth.
- Cephalosorus brevipapposus F.Muell.
- Cephalosorus phyllocephalus A.Gray
- Piptostemma carpesioides Turcz.
- Skirrhophorus phyllocephalus F.Muell.
- Styloncerus phyllocephalus (A.Gray) Kuntze[5]